# Castel (Spiel)
Castel ist ein Legespiel für 2 bis 5 Spieler von Serge Laget und Bruno Faidutti mit Graphiken von Emanuel Roudier, erschienen 2000 bei Jeux Descartes. Die Alterseinstufung „ab 14 Jahren“ ist relativ hoch.

## Inhalt
- 56 Spielkarten
  - 21 Karten für den Hof
  - 15 Karten für den Wehrgang
  - 10 Karten für den Außenbereich
  - 6 Karten für die Türme
  - 4 Ritter, die auf andere Karten gelegt werden dürfen
- 115 Spielsteine aus Holz
  - je 30× beige und schwarz, für das Spiel mit 2 Spielern
  - 22× rot, für das Spiel mit 3 Spielern
  - 18× grün, für das Spiel mit 4 Spielern
  - 15× violett, für das Spiel mit 5 Spielern
- 4 Wehrgänge aus Pappe
- 1 Spielanleitung (4 Seiten)
- 1 Stoffbeutel

## Beschreibung
Zu Beginn des Spieles wird aus den Wehrgängen das Castel gebildet, wodurch ein Innenhof entsteht, der Platz für 16 Karten bietet. Auf den Wehrgängen ist ebenfalls Platz für 16 Karten und an den in den Ecken liegenden 4 Türmen ist Platz für jeweils eine Karte. Außerhalb des Wehrganges ist Platz für die Karten des Außenbereiches. Je nach Anzahl der Mitspieler erhält jeder Spieler eine bestimmte Anzahl von Hand- und Vorratskarten. Die restlichen Karten bilden den allgemeinen Tauschvorrat. Zudem erhalten die Spieler wiederum in Abhängigkeit von der Anzahl der Mitspieler Spielsteine ihrer Farbe. Ziel des Spieles ist es als erster seine Hand- und Vorratskarten auszulegen. Dazu muss jeder Spieler während seines Zuges zwei der folgenden drei Aktionen durchführen, wobei eine einzelne Aktion auch doppelt ausgeführt werden darf:
- Die oberste Karte vom eigenen Vorratsstapel zu den Handkarten nehmen.
- Eine Handkarte mit einer Karte des allgemeinen Tauschvorrats tauschen.
- Eine Karte ausspielen, d. h. auf einen dafür vorgesehenen Platz legen und mit einem eigenen Spielstein markieren.

Da nicht für alle Karten Platz im Castel oder dem Außenbereich ist, gilt es durch geschicktes Ausspielen der Karten andere Karten zu vertreiben. Diese gehen dann an den Besitzer zurück, d. h. denjenigen dessen Spielstein auf der Karte liegt.

## Besonderheit
Die Karte Spion zitiert den Spion des Catan-Kartenspiels.

## Übersetzungsfehler
In der deutschen Übersetzung gibt es einige Fehler und Unklarheiten. Gemäß der englischen Übersetzung betreffen die Unterschiede die Karten König (King), Händler (Merchant), Königin (Queen), Verrückter (Village Idiot) und Hexe (Witch).